# Albert Niemann
Albert Niemann (Goslar, 20 de maio de 1834 — Goslar, 19 de janeiro de 1861) foi um químico alemão.
Foi o primeiro a isolar a cocaína, em 1859, durante a elaboração de tese de seu doutorado na Universidade de Göttingen. Também descobriu a mostarda de enxôfre. Utilizado bastante na 1ª guerra mundial como arma química.  A planta era utilizada na fabricação de vinhos. Um deles, o Mariani, criado em 1863, era o preferido do papa Leão 13, que deu até medalha de honra ao produtor da bebida. Foi nessa mesma época que o químico alemão Albert Niemann isolou o alcalóide cloridrato de cocaína. Como tantos outros químicos, ele usou o corpo como cobaia: aplicou a droga na veia e sentiu a força do efeito.